# 大神島
24°55′1″N 125°18′29″E / 24.91694°N 125.30806°E

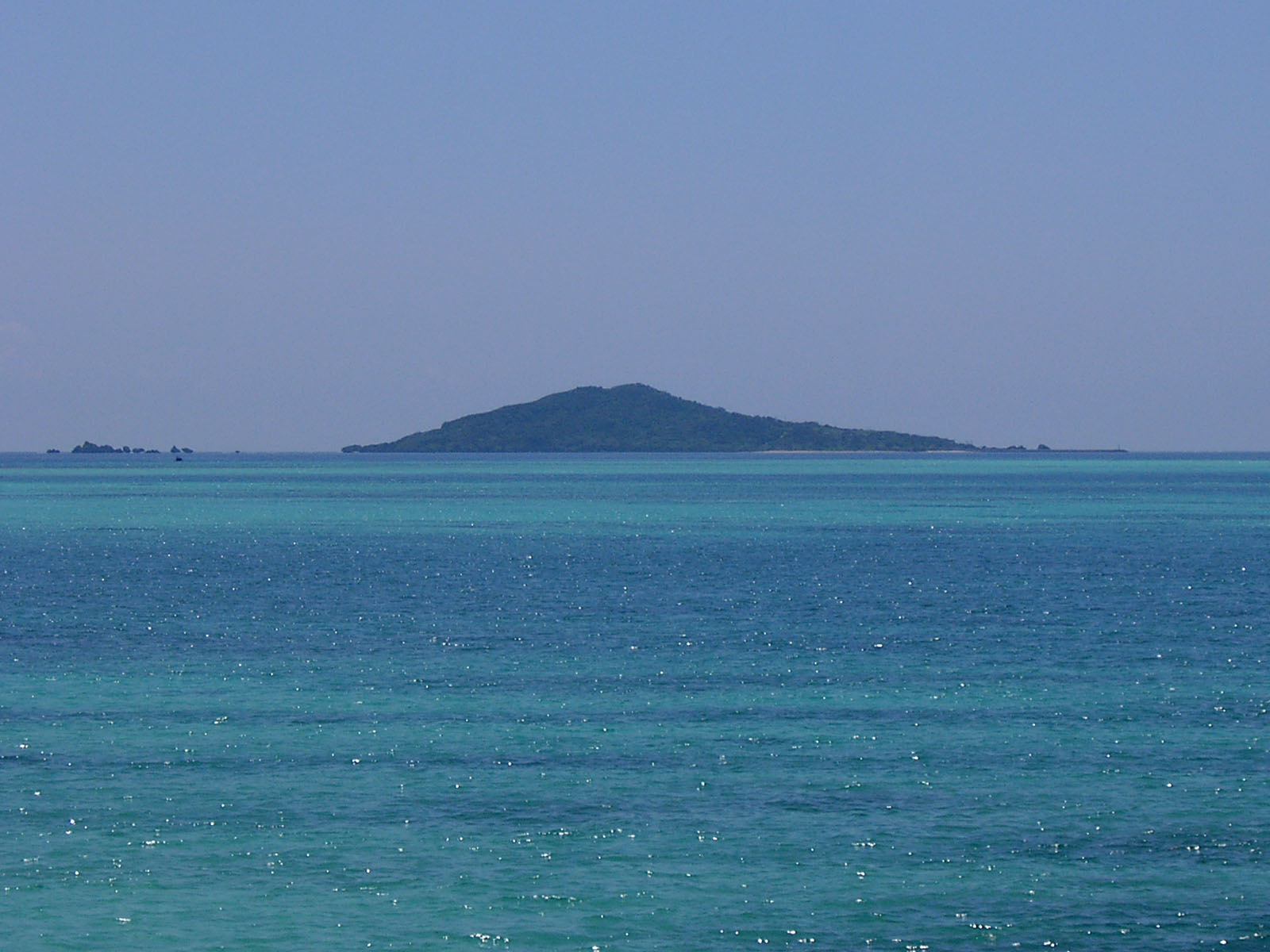
大神島

大神島（日语：／ Ōgami-jima）位於琉球列島宮古群島的宮古島北方約1公里。行政區劃屬於沖繩縣宮古島市。全島面積0.24平方公里，周長3公里。
可由宮古島島尻港搭乘渡輪抵達大神漁港，島上目前約有居民50人，並設有大神小中學校。

## 公共施設
- 宮古島市立大神小中學校（小學校從2006年度、中學校從2008年度停校中[1]）

## 外部連結
- （日語）大神島介紹
- （日語）大神島觀光地圖（页面存档备份，存于）